# Nicolas (métropolite)
Pour les articles homonymes, voir Nicolas.
Métropolite Nicolas (russe : Митрополит Николай, né Boris Dorofeïevitch Iarouchevitch, russe : Борис Дорофеевич Ярушевич; le 31 décembre 1891 à Kovno et décédé le 13 décembre 1961 à Moscou), est un évêque de l'Église orthodoxe russe.

## Biographie
Il a soutenu la déclaration controversée de 1927 du métropolite Serge, promettant la loyauté de l'Église aux autorités soviétiques sans l'assentiment des locum tenens patriarcaux emprisonnés, Pierre de Krutitsy, et la collaboration ultérieure de Serge avec eux.
En 1941, il devint métropolite de Volhynie et de Loutsk et plus tard, après l'invasion allemande de l'Union soviétique, métropolite de Kiev et de Galicie. Plus tard, lors de l'avance des troupes allemandes, il fut évacué vers Moscou.
Aux premières heures du 5 septembre 1943, avec le métropolite Serge et le métropolite Alexis, Nicolas eut une réunion avec le dirigeant soviétique Joseph Staline, où ce dernier proposa de rétablir le patriarcat de Moscou et d'élire le patriarche. Le 8 septembre 1943, lorsque le Patriarcat de Moscou fut rétabli, Nicolas devint membre permanent du Saint-Synode. En 1944, il est nommé métropolite de Krutitsy. En 1946, lors de la création du Département des relations ecclésiastiques extérieures au sein du Patriarcat, le métropolite Nicolas en devint le président. En 1947, il devient métropolite de Krutitsy et Kolomna.
En 1950, il devint membre du Conseil mondial de la paix, occupant une position résolument pro-soviétique. Selon Christopher Andrew et Vasili Mitrokhin, le patriarche Alexis et le métropolite Nicolas « étaient très appréciés par le KGB en tant qu'agents d'influence ».
Nicholas tenait Joseph Staline en haute estime. Cependant, son opposition de plus en plus ouverte à l'athéisme le mis en désaccord avec la direction soviétique de Nikita Khrouchtchev. En 1960, il fut démis de ses fonctions de président du département des relations ecclésiastiques extérieures et quitta ensuite le poste de métropolite de Krutitsy et Kolomna.